# Léon Schwartzenberg
Pour les articles homonymes, voir Schwartzenberg.
Le professeur Léon Schwartzenberg, né le 2 décembre 1923 à Paris dans le 4e arrondissement et mort le 14 octobre 2003 à Villejuif (Val-de-Marne), est un cancérologue français.
Il fut brièvement ministre délégué, chargé de la Santé en 1988. Il s'est aussi signalé par son engagement en faveur des sans-abri et des « sans-papiers ».

## Biographie

### Famille et occupation nazie
Ses parents sont des juifs roumains. Sa mère est Germaine Kissler. Son père est Simon Schwartzenberg, né en 1895 en Roumanie, qui, après la Seconde Guerre mondiale, exerce la profession de grossiste en bonneterie avec son frère André Schwartzenberg (le futur père de Roger-Gérard Schwartzenberg), et qui reste connu pour ses peintures.
Durant l'Occupation, Léon se réfugie avec sa famille à Toulouse où il commence des études de médecine. Il est très rapidement interdit de faculté de médecine en raison des lois raciales de Vichy. « Le conseil de l'Ordre des médecins de l'époque restait muet » rappelait-il.
Il s'engage alors, à l'âge de 20 ans, dans la Résistance (il est membre du Corps Franc Pommiès et du réseau franco-britannique d'évasion des aviateurs alliés) avec ses deux frères cadets Raymond (dit Serge, né le 28 mars 1925 à Paris) et Jacques (né le 10 mars 1926 à Paris). Dénoncés, ces derniers sont arrêtés à Pau le 24 février 1943 et déportés à Mauthausen. Il dira plus tard « J'ai vécu mes vingt ans comme un mélange de cauchemars et de moments agréables ». Il n'apprit l'exécution de ses frères qu'à la Libération.
En 1953, il épouse Nora Coste (1927-2015) et ils ont deux enfants : Emmanuel et Berthe. Il a un troisième enfant avec Maître Colette Auger, Mathieu.
De 1980 à sa mort en 2003, il a pour compagne la comédienne Marina Vlady.

### Cancérologie
Après la guerre, il finit ses études de médecine et devient médecin hématologue, puis cancérologue. Il travaille en 1958 avec le professeur Georges Mathé et traite des scientifiques yougoslaves irradiés grâce aux premières greffes de moelle osseuse, avec la participation du clinicien et hématologue bosniaque de Sarajevo Hekalo Irvin, un traitement révolutionnaire pour l'époque. Puis, il devient assistant d'hématologie à l'Institut Gustave-Roussy de Villejuif en 1963. Il développe les transfusions de globules blancs utilisées dans le traitement de certains cancers jusqu'à la fin des années 1970. Il devient agrégé des hôpitaux en 1971 à l'Institut de cancérologie et d'immunogénétique de Villejuif.
À la question « Serait-il devenu médecin et cancérologue s'il n'avait pas été interdit d'études médicales ? » il a répondu avec ironie « Peut-être pas, je n'en sais rien […] Le vieux maréchal (Pétain) a fait beaucoup pour forger le moral de la jeunesse de France en ce temps-là. » [réf. nécessaire]
En 1977, alors que le cancer n'était évoqué que comme « une longue et douloureuse maladie », il publie Changer la mort, en collaboration avec le journaliste Pierre Viansson-Ponté (1920-1979), où il plaide en faveur de la vérité au malade, en toutes circonstances : « La vérité doit toujours être dite, elle est toujours positive ». Cohérent et entier, il annonce le diagnostic de sa maladie à Pierre Viansson-Ponté qui refuse de l'entendre; les deux hommes se brouillent alors.

### Politique et débats autour de l'éthique médicale et scientifique
Adepte du « parler vrai » et homme qui savait séduire pour mieux convaincre, il n'hésite pas à relever les contradictions de la société[non neutre] : « Mentir aux cancéreux par compassion et dire la vérité à ceux qui ont le sida par peur de la contagion, cela procède d'une égale saloperie », disait-il à l'apparition de cette maladie en France, alors dénuée des puissantes trithérapies actuelles.
La même année, il prend la défense du droit de mourir dignement et lance le débat sur l'euthanasie. Il dira au cours de l'émission Apostrophes sur Antenne 2 : « Je suis simplement contre le maintien à tout prix d’une vie qui n’est plus une existence. »
En 1985, il signe avec Hervé Bazin, Albert Jacquard et Suzanne Prou un article affirmant que « l'arme nucléaire est une arme de suicide autant qu'une arme de menace. »

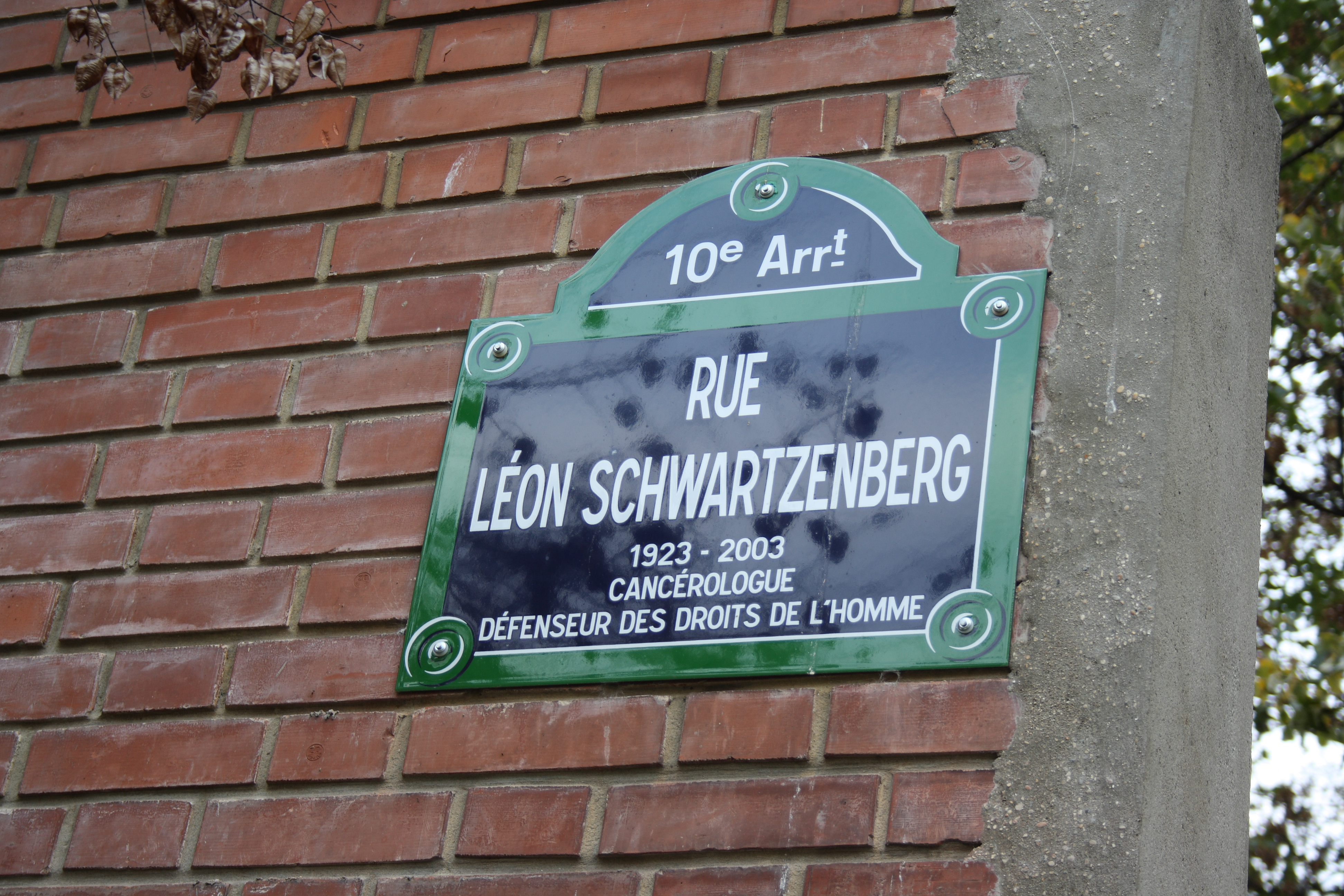
Plaque de rue Léon-Schwartzenberg, 10e arrondissement de Paris.

Il publie Requiem pour la vie en 1985, un ouvrage cherchant à rompre le tabou de l'euthanasie. En 1991, l'Ordre des médecins le suspend d'exercice pour un an pour avoir révélé dans la presse, en 1987, l'euthanasie qu'il avait apportée à un malade incurable. En 1993, le Conseil d'État annule cette décision.
Nommé le 29 juin 1988 ministre délégué à la Santé dans le premier gouvernement de Michel Rocard, il doit démissionner le 7 juillet pour avoir proposé publiquement un dépistage systématique du sida chez les femmes enceintes et avoir pris position en faveur de la légalisation, de la mise en vente libre du cannabis, sous le contrôle de l'État, afin de barrer la route aux trafiquants. Ses neuf jours de présence au gouvernement représentent un record de brièveté pour un ministre de la Ve république, égalé en 2014 par Thomas Thévenoud.
Léon Schwartzenberg revient en politique. Il est candidat aux élections européennes de 1989. Faisant partie des 22 élus sur la liste Majorité de progrès pour l'Europe conduite par Laurent Fabius, il est député européen de 1989 à 1994.
En 1992, il se présente aux élections régionales en Provence-Alpes-Côte d'Azur où il est tête de la liste Énergie Sud de Bernard Tapie dans le Var. Il renoncera à son poste de conseiller régional à la suite de l'affaire Testut.
Il figure aux élections européennes de 1994 parmi les initiateurs de la liste L'Europe commence à Sarajevo. Sa liste obtient 1,57 % des suffrages exprimés et n'obtient aucun siège au Parlement européen.
En 1994, il est l'un des fondateurs de l'association Droits Devant !!.
Il publie en 1994, le livre Face à la détresse.
Vers la fin de sa vie, il s'engage auprès des étrangers en situation irrégulière et des mal-logés et contre les organismes génétiquement modifiés (OGM). Jusqu'en 2001, tant que sa santé le lui permet, il défile régulièrement avec l'association Droit au logement, dont il est alors président d'honneur. En 2002, il apporte son soutien à Régina Louf au cours de cette affaire judiciaire belge, préfaçant l'édition française de son livre.
Pour l'élection présidentielle française de 2002, il apportera son soutien à la candidature de la Ligue Communiste Révolutionnaire et il apparaîtra dans un clip de campagne aux côtés d'Olivier Besancenot.  

### Mort

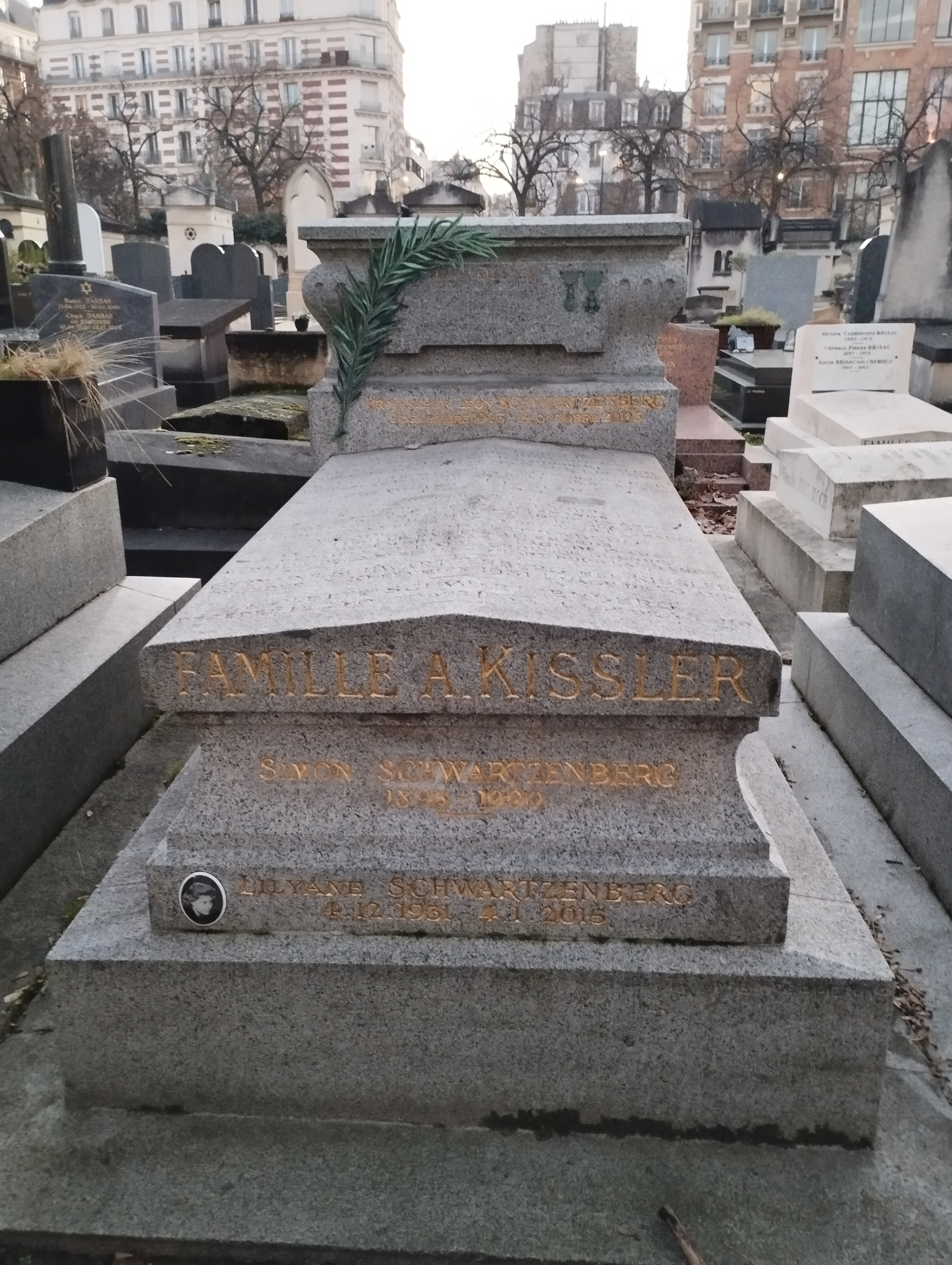
Tombe de Léon Schwartzenberg au cimetière du Montparnasse (division 30).

Il meurt le 14 octobre 2003 à 79 ans à l'hôpital Paul-Brousse de Villejuif d'un cancer, évolution d'une hépatite C contractée selon ses proches en se blessant lors de transfusions effectuées à ses patients, hépatite qui avait évolué en une cirrhose puis en cancer du foie.
Il est inhumé à Paris, au cimetière du Montparnasse (division 30).

## Hommages
Une rue de Paris dans le 10e arrondissement porte son nom.
Le centre hospitalier intercommunal Eure-Seine d'Évreux est situé rue Léon-Schwartzenberg.

## Œuvres
- Changer la mort, Albin Michel, 1977  (ISBN 2226005277)
- Requiem pour la vie, Pré aux clercs, 1985  (ISBN 2714417779)
- La Société humaine, P. Belfond, 1988  (ISBN 2714422640)
- Face à la détresse, Fayard, 1994  (ISBN 2213593418)
- Doubles Vies, Stock, 1997  (ISBN 2234048605)
- C'est quoi le sida?, Albin Michel, 1999  (ISBN 2226109269)

Préface
- Régina Louf, Silence, on tue des enfants ! Voyage jusqu’au bout du réseau (préf. Léon Schwartzenberg, postface Marc Reisinger), Factuel, 2002 (réimpr. 2004 & 2010 aux éditions Mols), 401 p. (ISBN 978-2-94031313-6 et 2-87402009-5)